# Lusitromina abyssorum
Lusitromina abyssorum is een slakkensoort uit de familie van de Buccinidae. De wetenschappelijke naam van de soort is voor het eerst geldig gepubliceerd in 1993 door Lus.